# Commonwealth & Comparative Politics
Commonwealth & Comparative Politics – brytyjskie czasopismo naukowe z dziedziny politologii i stosunków międzynarodowych, koncentrujące swoje zainteresowania na problematyce dotyczącej państw członkowskich Wspólnoty Narodów. Ukazuje się od 1961, początkowo jako Journal of Commonwealth Political Studies (do 1997), a następnie The Journal of Commonwealth & Comparative Politics. Od 2000 pod obecnym tytułem. 
Aktualnie ukazuje się jako kwartalnik, zaś wydawcą jest oficyna Routledge. 